# Mònica Dòria Vilarrubla
Mònica Dòria Vilarrubla (Seo de Urgel, España, 4 de diciembre de 1999) es un deportista andorrana que compite en piragüismo en la modalidad de eslalon.
Ganó una medalla de bronce en el Campeonato Mundial de Piragüismo en Eslalon de 2022 y una medalla de oro en el Campeonato Europeo de Piragüismo en Eslalon de 2025.
Participó en dos Juegos Olímpicos de Verano, en los años 2020 y 2024, ocupando el sexto lugar en París 2024, en la prueba de C1 individual.
Fue la abanderada de Andorra en las ceremonia de apertura de los Juegos Olímpicos Tokio 2020 (con el atleta Pol Moya) y  París 2024 (con el atleta Nahuel Carabaña).

## Palmarés internacional
| Campeonato Mundial | Campeonato Mundial         | Campeonato Mundial | Campeonato Mundial |
| Año                | Lugar                      | Medalla            | Competición        |
| ------------------ | -------------------------- | ------------------ | ------------------ |
| 2022               | Augsburgo (Alemania)       | Medalla de bronce  | K1 extremo         |
| Campeonato Europeo |                            |                    |                    |
| Año                | Lugar                      | Medalla            | Competición        |
| 2025               | Vaires-sur-Marne (Francia) | Medalla de oro     | C1 individual      |